# Night of the Crime
Night of the Crime è il secondo album degli Icon, uscito nel 1985 per l'Etichetta discografica Capitol Records.

## Tracce
1. Naked Eyes (Aquilino, Halligan) 4:04
2. Missing (Halligan) 4:30
3. Danger Calling (Halligan, Wexler) 3:40
4. (Take Another) Shot at My Heart (Cifford, Wexler) 3:21
5. Out for Blood (Aquilino, Wexler) 5:41
6. Raise the Hammer (Halligan) 3:32
7. Frozen Tears (Halligan) 3:58
8. The Whites of Their Eyes (Halligan, Wexler) 3:46
9. Hungry for Love (Clifford, Wexler) 4:17
10. Rock My Radio (Clifford, Varney, Wexler) 4:14

## Formazione
- Stephen Clifford - voce
- Dan Wexler - chitarra
- John Aquilino - chitarra
- Tracy Wallach - basso, cori
- Pat Dixon - batteria